# روبرت ليستون
روبرت ليستون (بالإنجليزية:  Robert Liston)‏ كان جراحا اسكتلنديا ولد في مقاطعة وست لوثيان باسكتلندا، عاش في الفترة ما بين عام 1794 وعام 1847 وكان والده هنري ليستون. يعتبر روبرت أفضل جراحين عصره، فقد كان مشهورا بمهارته وسرعته الفائقة في إجراء العمليات في عصور ما قبل التخدير. وكان بإمكانه أن ينهي عملية جراحية كاملة في غضون ثواني معدودة حيث كانت السرعة في ذلك الوقت عاملا رئيسيا في الجراحة لتقليص الألم الواقع على المريض وتعزيز فرص بقائه على قيد الحياة، ويقال أيضا أنه كان قادرا على إجراء عملية بتر لأي طرف من الأطراف في حوالي 30 ثانية. كما أن روبرت كان أول من يجري عملية جراحية في بريطانيا باستخدام التخدير الحديث وذلك خلال يوم الاحتفال بعيد ميلاد السيد المسيح سنة 1846 في مستشفى الجامعة بلندن.
هناك العديد من الروايات التي تُسرد عن عدة مناسبات وقع بها العديد من الأخطاء أثناء إجراء العمليات تعود للسرعة التي كان يحاول إجراء تلك العمليات بها. وأبرز مثال على ذلك هو أنه قام ببتر خصيتي رجل مع ساقه عن طريق الخطأ. ويقال أيضا أنه قطع أصابع مساعده بالخطأ أيضا مما أدى بعد ذلك إلى وفاته بسبب تعفن الدم. ومع ذلك لا تبدو مصادر هذه القصص دقيقة إلى الحد الذي يمكن تصنفيها فقط على أنها مجرد أساطير حضرية.
تلقى ليستون تعليمه بجامعة إدنبرة وفي عام 1818 أصبح جراحا في المستشفى الملكي بإدنبرة وأصبح فيما بعد أستاذا للجراحة السريرية بكلية الجامعة بلندن عام 1835 وفي كانون الأول / ديسمبر من عام 1846، أجرى ليستون أول عملية جراحية عمومية باستخدام التخدير الأثير في المملكة المتحدة. كما أخترع العديد من الأدوات الطبية كجبيرة ليستون المستخدمة في تثبيت الكسور والاختلالات في عظم الفخذ.

## وصلات خارجية
- روبرت ليستون على موقع الموسوعة البريطانية (الإنجليزية)

- روبرت ليستون.
- روبرت ليستون من موقع الخدار العام.